# Храм Михаїла Архангела (Грозний)
Церква Михайла Архангела в Грозному (повсякденні назви — Храм Архістратига Божого Михайла, Архангельська церква, Михайлоархангельська церква, Михайлівська церква) — православний храм у місті Грозному (Чеченська Республіка, Російська Федерація).
Ансамбль церкви Михайла Архангела у Грозному є пам'яткою архітектури та перебуває під охороною держави згідно з постановою Ради Міністрів Чечено-Інгуської АРСР № 413 від 25 листопада 1988 р. На фото 80-х років XX століття храм та церковний будинок обкладені червоною цеглою з білою обробкою. Мав такий вигляд на момент ухвалення під державну охорону. До початку першої чеченської війни був одним із двох діючих православних храмів у Чечено-Інгушській АРСР.

## Історія
Храм заснований наприкінці XIX століття терськими козаками. Храм закладений у 1868 році, за наявними єпархіальними відомостями збудований у 1890 р. і освячений у 1892 р. Будували із природного каменю на громадські пожертвування.
Із 2004 року храмові споруди частково відновлювалися силами підрозділів Міноборони РФ. Надалі з фонду Держбуду Росії (за федеральною програмою) було виділено фінансові кошти на будівництво храму. Відновлення відбувалося за фінансової та організаційної участі Президента республіки А. Д. Алханова та прем'єр-міністра Р. А. Кадирова. Будівельні роботи відбувалися в 2005 році, завершено на початку 2006 року, внутрішні роботи (розпис, установлення іконостасу, оздоблення) далі тривали.
26 квітня 2009 року архієпископ Феофан (Ашурков) освятив храм після реконструкції. Були присутніми перший віце-спікер Ради Федерації Олександр Торшін, президент ЧР Р.А. Кадиров. Архієпископ звернувся до Р. А. Кадирова з проханням збудувати парафіяльний комплекс із відповідними приміщеннями. Президент Чечні обіцяв виконати це прохання і незабаром розпочати будівельні роботи, для цього храму виділено прилеглу територію колишнього республіканського онкологічного диспансеру.

## Терористична атака на церкву

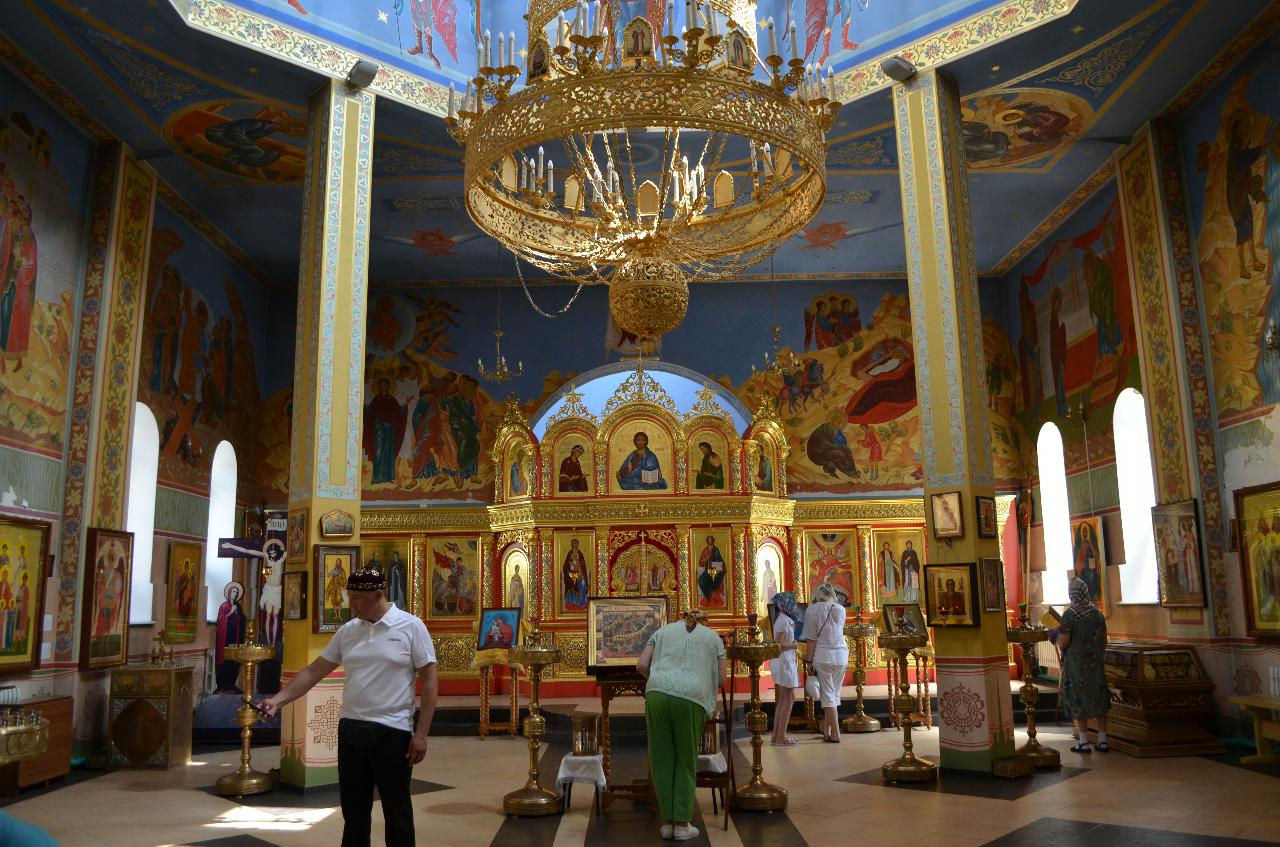
Інтер'єр церкви

19 травня 2018 року, під час проведення всеношного чування, було скоєно збройний напад на храм, внаслідок якого загинули один парафіянин та двоє поліцейських, які охороняли богослужіння (співробітники ГУ МВС Росії по Саратовській області Кайрат Рахметов та Володимир Горсков), ще один парафіянин та двоє співробітників МВС ЧР дістали поранення.
Спецоперацією з ліквідації терористів керував особисто Рамзан Кадиров. За свідченням очевидців, четверо озброєних молодих людей проникли на територію храму, біля входу застрелили або зарізали співробітників МВС, після чого мали намір прорватися всередину храму. При собі зловмисники мали вогнепальну зброю, пляшки із запальною сумішшю, ножі, сокири. Однак, почувши стрілянину на подвір'ї, священнослужитель і всі парафіяни швидко зачинили двері, однак при цьому один із парафіян був смертельно поранений зловмисниками.

## Архітектура
Комплекс серйозно постраждав у період нейтралізації у Чечні незаконних збройних формувань 1994—1996 років. У січні 1995 року зруйновано дах дзвіниці, купол богослужбової частини, купол вівтарної частини, купол бічної прибудови, пошкоджено другий поверх церковного будинку.
У ході контртерористичної операції 1999—2000 років храмовий комплекс зазнав додаткових руйнувань. Богослужіння тривали у підвалі церковного будинку. Історично, комплекс був:
- храм трикупольного типу у російському стилі з прибудованою дзвіницею, огорожа з брамою (даний архітектурний ансамбль охороняється державою);
- кам'яний двоповерховий церковний (парафіяльний) будинок із підвалом;
- церковно-парафіяльну школу;
- котельню, допоміжні приміщення.

У період надання певного архітектурного типу будинкам, що перебувають на проспекті імені А. А. Кадирова, двоповерховий церковний будинок, прибудовані до нього приміщення та котельня були розібрані. Зберігся підвал, фундаменти будівель, металева труба котельні. Протягом кількох років широко озвучувалося, що замість розібраного будинку буде збудовано нову багатофункціональну будівлю. Натомість поблизу розібраної будівлі встановлено невеликий тимчасовий щитовий «фінський» будинок.
Після відновлювальних робіт будівля церкви є новозбудованою спорудою, що в цілому зберегла розміри і основну архітектуру історичного оригіналу. Однак, колір оригіналу (червоної цеглини з білою обробкою) не зберігся. Форма вікон центрального бані, форма та кількість вікон вівтарного бані, характерна обналичка вікон, форма бані бічної прибудови, елементи декору (решітка дзвіниці та ін.) не відновлено. У 2006 році стіни храму були пофарбовані в біло-блакитній гамі, бані та покрівля яскраво-сині (традиційні кольори Терського козачого війська), хрести позолочені. Церковний будинок пофарбований у білий колір, покрівля яскраво-синя. Колір будинку (червоної цеглини з білою обробкою) не зберігся. 23 квітня 2006 року було проведено Великоднє богослужіння. 21 листопада 2006 р. Храм освятив архієпископ Ставропольський та Владикавказький Феофан (Ашурков).
У 2008 — 2009 роках, під час реконструкції центральної частини м. Грізного бані храму покрили позолотою, покрівля виконана з металочерепиці вишневого кольору, біло-блакитні стіни були пофарбовані в білий колір, оздоблення темно-червоною мармуровою плиткою. Кошти на ці роботи були виділені благодійним фондом імені Ахмата Кадирова .
Із лютого 2011 року весь проспект А. А. Кадирова був у черговий раз реконструйований, будівлі облицьовані оздоблювальним каменем пісочного кольору. У будівлі храму була фанерована лише частина будівлі та частина огорожі, обернені на проспект (приблизно 10 % зовнішніх поверхонь). Таким чином, знову було порушено історичний вигляд будівлі, яку охороняє держава.

## Настоятелі
- Йосип (Оріхів) (1935—1941, 1942—1945)
- Петро Нецвєтаєв (пом. 1992—1995)
- Анатолій Чистоусов (1995—1996) - викрадений і вбитий ічкерійськими бойовиками.
- Євфимій (Біломісний) (1996—1997) - викрадений ічкерійськими бойовиками.
- Захарія (Ямпільська) (1999) - викрадений ічкерійськими бойовиками.
- Варлаам (Пономарьов) (2004—2011)
- Григорій (Куценко) (з 22 червня 2011 року по жовтень 2016 року)
- Сергій (Абазов) (з 24 жовтня 2016 року по серпень 2018 року)
- архієпископ Варлаам (Пономарьов) (27 січня 2013 — по теперішній час)
- ключар храму (службовець священик) ієромонах Амвросій (Марченко) (серпень 2018-нині)